# 蘭州中川空港
蘭州中川国際空港（らんしゅうちゅうせんこくさいくうこう）は中華人民共和国甘粛省蘭州市永登県に位置する4E級の幹線空港。蘭州市中心から北に67km離れている。また、蘭州は黄河沿いの谷底の街であるため、遥か北方の黄土高原の上に空港を作るざるを得ず、中国の全省・自治区・直轄市の中心都市の空港としては、チベット自治区のラサ・クンガ空港（3570m）、青海省の西寧曹家堡空港(2178m)、雲南省の昆明長水国際空港(2104m)に次ぐ標高(1947m)に位置しており、ラサ・クンガ空港（ラサ市街より約100km）に次いで市街地から遠い。市街地から遠いため、市中心部からは空港バスで1時間程度かかり、渋滞時は2時間近くかかることもあったが、2015年に中国高速鉄道CRH2型電車を使った高速鉄道（蘭中都市間鉄道）が完成し、蘭州駅から50分・蘭州西駅から45分程度で結ばれることになった。
ターミナルビルは2001年完成のT1と2015年完成のT2があり、T1は国際線全線の出発・到着と一部国内線の到着に、T2は国内線全線の出発と一部国内線の到着に使用されている。
第3ターミナルが2025年3月20日から運用開始した。今後は、国内線、国際線、香港・澳門（マカオ）特区・台湾地区路線の全ての便が第3ターミナルビルに移され、これまで運用されていた第1・第2ターミナルビルの運用は停止される。第3ターミナルビルの面積は第1・第2ターミナルビルを合わせた面積の4倍で、70以上のボーディングブリッジを備え、年間旅客処理能力は延べ3800万人、貨物・郵便処理能力は30万トン、航空機離着陸能力は30万機に達する。

## 沿革
- 1968年 - 建設開始[5]
- 1970年 - 正式開港[6]
- 1986年12月15日 - 午前10時頃、中国民航西安管理局のアントノフAn-24 (B-444) が、本空港への着陸に失敗し、乗員乗客37名のうち6名が死亡した。[7]
- 1992年11月24日 - 国際空港となった。[8] 同日、香港便が就航。[9]
- 1997年6月15日 - 第一次拡張工事開始[5]  この工事は長い滑走路、空港ターミナルビルの新設を含む大規模な拡張で、約63億円の日本からのODA（円借款）を用いて行われた。[10]
- 2001年6月20日 - 甘粛省を視察に訪れた江沢民総書記（主席）がターミナルビルの最後の仕上げとして蘭州中川機場の六文字を揮毫した。[11]
- 2001年8月 - 拡張工事完成[6]
- 2001年11月25日 - 新施設を正式使用開始[12]
- 2004年7月8日 - 甘粛機場集団公司及び蘭州機場公司が設立され、民航総局から移管。[13][14]
- 2007年8月25日 - エプロンの拡張工事開始[15]
- 2008年10月16日 - エプロン拡張工事終了[16]
- 2009年 - 滑走路の400m延長とターミナルビル新設を含む第二次拡張計画が批准された。[17]
- 2015年1月18日 - 第二次拡張工事が完成した。
- 2015年2月4日 - 第2旅客ターミナル(T2)が完成した。従来のターミナルビルは第1旅客ターミナル(T1)となった。
- 2015年9月30日 - 蘭州駅・蘭州西駅との間に蘭中都市間鉄道（蘭中城際鉄路）が開通した。
- 2025年3月30日 - 第3ターミナルが運用開始した。

## 就航航空会社
- 中国東方航空
- 中国国際航空
- 大新華航空
- 海南航空
- 上海航空
- 山東航空
- 四川航空
- 廈門航空
- 中国南方航空
- 深圳航空
- 天津航空
- 春秋航空
- 祥鵬航空[18]
- 遠東航空
- 華夏航空

## 就航路線
- 華北 - 北京/首都、天津、太原、石家荘、ウルムチ、バヤンノール
- 東北 - 瀋陽、大連[20]
- 華東 - 上海/虹橋、上海/浦東、南京、済南、青島、杭州、福州、廈門、温州
- 華中 - 鄭州、武漢、長沙
- 華南 - 広州、深圳、桂林、海口、三亜
- 西南 - 重慶、成都、昆明、貴陽
- 西北 - 西安、敦煌、嘉峪関、慶陽、カラマイ、アルタイ
- 台湾 - 台北/桃園
- 日本 - 大阪/関西[21] 、名古屋/中部(上海/浦東経由)

## 交通アクセス
鉄道
- 蘭中城際鉄路
  - 中川機場駅(蘭州西・蘭州方面)